# جون شامبرز (فلاح)
جون شامبرز (بالإنجليزية: John Chambers)‏ هو فلاح نيوزيلندي، ولد في 20 يناير 1819، وتوفي في 11 يوليو 1893.